# Wilhelm Trendelenburg
Ernst Wilhelm Theodor Trendelenburg (* 16. Juli 1877 in Rostock; † 16. März 1946 in Tübingen) war ein deutscher Physiologe.

## Leben
Wilhelm Trendelenburg war ein Sohn des Chirurgen Friedrich Trendelenburg und Bruder des Juristen Ernst Trendelenburg sowie des Pharmakologen Paul Trendelenburg. Er wurde 1909 Professor an der Albert-Ludwigs-Universität Freiburg (1909), der Universität Innsbruck (1911), der Hessischen Ludwigs-Universität Gießen (1916), der Eberhard Karls Universität Tübingen (1917) und der Friedrich-Wilhelms-Universität zu Berlin (1922). Trendelenburg verfasste umfangreiche wissenschaftliche Beiträge zur Neurophysiologie und Sinnesphysiologie, vor allem zur Farbwahrnehmung. 1919 wurde er in die Deutsche Akademie der Naturforscher Leopoldina gewählt. 1931 wurde er zum ordentlichen Mitglied der Preußischen Akademie der Wissenschaften gewählt. Trendelenburg war Direktor des Physiologischen Instituts der Universität Berlin, wo Erich Schütz bis 1937 als Abteilungsvorstand wirkte. Seit 1938 war er korrespondierendes Mitglied der Bayerischen Akademie der Wissenschaften.

## Hochschulfilme
Im Auftrag der Reichsstelle für den Unterrichtsfilm wurden unter Trendelenburgs Leitung in den 1930er Jahren eine Reihe von Hochschulfilmen produziert, u. a.:
- Statische Funktionen des Ohrlabyrinths (1937)
- Reflexe bei Kaltblütern (n. d.)
- Bewegungsvermögen nach Durchtrennung des Gehirnbalkens (n. d.)